# Il mistero del terzo pianeta
Il mistero del terzo pianeta (in russo Тайна третьей планеты?, Tajna tret'ej planety) è un film del 1981 diretto da Roman Kačanov e tratto dal romanzo Putešestvie Alisy di Kir Bulyčëv.
Il film è considerato un cult in Russia.

## Trama
Nel 2181, Alisa Seleznëva, suo padre, il Professor Seleznëv, e il pilota Zelënyj partono per una spedizione nello spazio alla ricerca di animali rari per lo zoo di Mosca. Nel corso del loro viaggio si ritroveranno a dover sventare i terribili e infidi piani del crudele dottor Verchovcev.

## Distribuzione
Il film venne distribuito nell'Unione Sovietica il 1º gennaio 1981. In Italia, dopo aver concorso senza vincere al Giffoni Film Festival del 1983 come miglior film d'animazione, è stato trasmesso da Rai 2 il 10 settembre 1985. Successivamente è stato trasmesso con un nuovo doppiaggio e in versione ridotta su Rai 3, come parte di una serie televisiva intitolata Storie della mia infanzia, composta da vari film sovietici divisi in più episodi presentati da Michail Baryšnikov. In questa trasmissione il film venne trasmesso col titolo Alice e il mistero del terzo pianeta[senza fonte]. La stessa edizione è stata distribuita in VHS dalla Avo Film come Alice e i misteri del terzo pianeta.

## Sequel
Sono stati realizzati due sequel del film. Entrambi non sono film d'animazione ma sono stati girati con attori in carne e ossa.
- Gostja iz buduščego (1984), miniserie televisiva
- Lilovyj šar (1987)